# Kordabak
Kordabak är ett berg i Armenien.   Det ligger i provinsen Vajots Dzor, i den sydöstra delen av landet, 110 kilometer öster om huvudstaden Jerevan. Toppen på Kordabak är 2 388 meter över havet.
Terrängen runt Kordabak är huvudsakligen kuperad, men åt sydväst är den bergig. Terrängen runt Kordabak sluttar västerut. Runt Kordabak är det ganska glesbefolkat, med 42 invånare per kvadratkilometer.. Närmaste större samhälle är Jermuk, 7,8 kilometer nordväst om Kordabak. 
Trakten runt Kordabak består i huvudsak av gräsmarker.